# Cantonul Le Blanc-Mesnil
Cantonul Le Blanc-Mesnil este un canton din arondismentul Le Raincy, departamentul Seine-Saint-Denis, regiunea Île-de-France, Franța.

## Comune
| Comune          | Populație (1999) | Cod poștal | Cod INSEE |
| --------------- | ---------------- | ---------- | --------- |
| Le Blanc-Mesnil | 52.213           | 93150      | 93007     |